# Selena Live!
Selena Live! è un album dal vivo della cantante statunitense di musica tejano Selena, pubblicato nel 1993.

## Tracce
1. Como la flor/Baila esta cumbia – 9:45
2. Amame, quiéreme/Siempre estoy pensando en ti – 3:48
3. Ven conmigo/Perdóname – 6:34
4. ¿Qué creias? – 3:35
5. Si la quieres – 3:17
6. ¿Porque le gusta bailar cumbia? – 3:52
7. La carcacha/Besitos – 6:54
8. Ya ves/Las cadenas/Yo te amo – 8:10
9. No debes jugar – 2:50
10. Tú robaste mi corazón (featuring Emilio Navaira) – 3:50
11. La llamada – 3:12